# Decea
Decea (węg. Marosdécse) – wieś w Rumunii, w okręgu Alba, w gminie Mirăslău. W 2011 roku liczyła 681 mieszkańców.